# .sz
A .sz Szváziföld internetes legfelső szintű tartomány kódja, melyet 1993-ban hoztak létre.